# 山形県立図書館
山形県立図書館（やまがたけんりつとしょかん、Yamagata Prefectural Library）は、山形県山形市緑町にある生涯学習施設、遊学館に併設された公立図書館。

## 歴史

### 戦前(1909-1943)
1908年（明治41年）皇太子嘉仁親王（後の大正天皇）の東北御巡啓の記念事業として県立図書館の創立を県会が決議する。翌年の1909年（明治42年）5月13日、「行啓記念山形県立図書館」の設立が認可される。1910年（明治43年）5月25日、山形県山形市旅籠町に「行啓記念山形県立図書館」が開館。翌年1911年（明治44年）5月8日の山形市北部大火 により図書館が類焼し蔵書を焼失した。その後、1913年（大正2年）12月31日に新館舎を再建し、1914年（大正3年）3月5日から新館舎での一般閲覧を開始した。

### 戦後(1945-1962 )
1945年（昭和20年）11月22日、図書館事務室は 日赤山形県支部に移転し、蔵書は山形二中に移転。1946年（昭和21年）6月17日から山形県婦人会館２階で一部一般閲覧を開始。1948年（昭和23年）2月16日、仮館舎の山形中学校剣道場で一般閲覧を開始。1950年（昭和25年）7月30日、「行啓記念山形県立図書館」を「山形県立図書館」に改称。8月31日、山形県立図書館条例を制定。1951年（昭和26年）10月12日から移動図書館を実施。1953年（昭和28年）3月1日、仮館舎から本館に戻り閲覧を開始。 5月10日から図書館だよりが発刊された。1962年（昭和37年）8月16日に県庁（現：文翔館）前に完成した山形県民会館に県立図書館（図書館面積 2,212㎡）が併設される。

### 近年(1990- )
1990年（平成2年）7月28日、複合施設として開館した遊学館に移転。1階には県出身の偉人の功績を顕彰する県人文庫も設けられた。2002年（平成14年）4月19日、山形県立図書館ホームページを開設し、インターネットによる 蔵書検索のサービスを開始した。2005年（平成17年）4月5日から新図書館情報システムの運用を開始した。2006年（平成18年）4月1日、生涯学習センターに指定管理者制度を導入。2007年（平成19年）6月22日、山形県公立図書館横断検索システム運用開始。10月2日からインターネット予約貸出しシステムの運用を開始。2010年（平成22年）11月6日には山形県立図書館開館100周年記念事業を実施。2018年（平成30年）9月から県立図書館の大規模改修工事を開始した。

### リニューアルオープン
2018年夏から着手した県立図書館が入る遊学館を一部増築の上で、図書館エリアの面積を増やし、開架冊数を36万冊に倍増することや、カフェ・レストラン機能の強化などを図るリニューアル工事が2019年9月末で完了した。工事の完了を受け、本を並べる作業や備品設置などを進めるため、9月15日から一時休館し、2020年2月1日にリニューアルオープンした。総事業費は11億6千万円。

### 年表
- 1903年（明治36年） - 前身となる「私立山形図書館」が開館する。[9]
- 1908年（明治41年） - 東宮行啓記念事業として県立図書館の創立を県会が決議。
- 1909年（明治42年）3月31日 - 「私立山形図書館」閉館。蔵書を県立図書館に寄贈。[9]
- 1909年（明治42年）5月13日 - 「行啓記念山形県立図書館」設立認可（文部省告示）[3]。
- 1910年（明治43年） -  行啓記念山形県立図書館落成（総建坪119坪）。
- 1910年（明治43年）5月25日 - 行啓記念山形県立図書館での一般閲覧開始。
- 1911年（明治44年）5月8日 - 山形市北部大火により本館類焼。蔵書10,344冊を焼失[4]。
- 1913年（大正2年）12月31日 - 行啓記念山形県立図書館の新館舎落成（建坪143.5坪）。
- 1914年（大正3年）3月5日 - 新館舎での一般閲覧開始。
- 1962年（昭和37年）8月16日 - 図書館新築（県民会館と併設、図書館面積 2,212㎡）開館。
- 1990年（平成2年）7月28日 - 遊学館（県立図書館 6,085㎡）へ移転、開館。
- 2018年（平成30年）9月 - 県立図書館の大規模改修工事を開始。
- 2020年（令和2年）2月1日 - リニューアルオープン。

## 施設構造
「遊学館」内の地下2階から地上2階までが図書館となっており、1階と2階は自由に利用することができる。
「遊学館」は、1990年（平成２年）７月に知事公舎跡地に建てられた「山形県生涯学習センター」「山形県男女共同参画センター」「山形県公文書センター」「大学コンソーシアムやまがた」との複合施設となっている。1階正面入り口を入ると吹き抜けのエントランスホールで左側には総合案内カウンター、右側にはカフェレストランが併設されている。蔵書の閲覧に加え、こどもエリアが設置されており、こども用トイレや赤ちゃん休憩室、ベビーカー置き場がある。2階には、ビジネス支援コーナー、専門的な新聞雑誌コーナー、郷土資料コーナーがあり、自由に利用することができる。2階への車いすでの移動は、エレベーターが利用できる。エレベーターは、正面玄関入って右手側。地下1・2階は書庫が設けられている。駐車場は、遊学館西側の遊学館駐車場または県営駐車場の利用となる。

### 建物概要
- 名称：山形県立図書館（遊学館内）[10]
- 所在地：山形県山形市緑町1-2-36
- 竣工：1990年7月
- 構造：鉄骨鉄筋コンクリート造
  - 地下２階 - 地上３階 （うち図書館は地下2階 - 地上2階）
  - 面積：敷地面積 9,769.62㎡、建築面積 4,819㎡、（図書館延床面積 6,085㎡）
    - 塔屋 224.7㎡
    - 2階 1,475.1㎡
    - 1階 1,915.7㎡
    - 地下1階 110.2 ㎡ （書庫）
    - 地下2階 2,359.6㎡ （書庫）

## 施設利用・サービス
館外貸出に当たっては利用登録カードの申込みを行う。登録カードは県内に居住、通勤、通学をしていれば発行が可能である。
利用者向けサービスとして相互貸借サービス、遠隔地返却サービス、宅配サービス、特別貸出サービス、調査相談（レファレンス）サービス、オンラインデータサービス、フリーWi-Fiがある。

## 立地・周辺環境
- JR山形駅より
  - バス：山形駅東口3番乗り場より沼の辺行き、または山形駅西口より千歳公園待合所行き→遊学館前下車（徒歩3分） 山形市役所経由路線・市役所前下車（徒歩6分）
  - タクシー：山形駅前より10分
- 自動車
  - 県営駐車場又は遊学館駐車場を利用。最長2時間まで無料。